# Place de la Révolution (Vologda)
Pour les articles homonymes, voir Place de la Révolution.

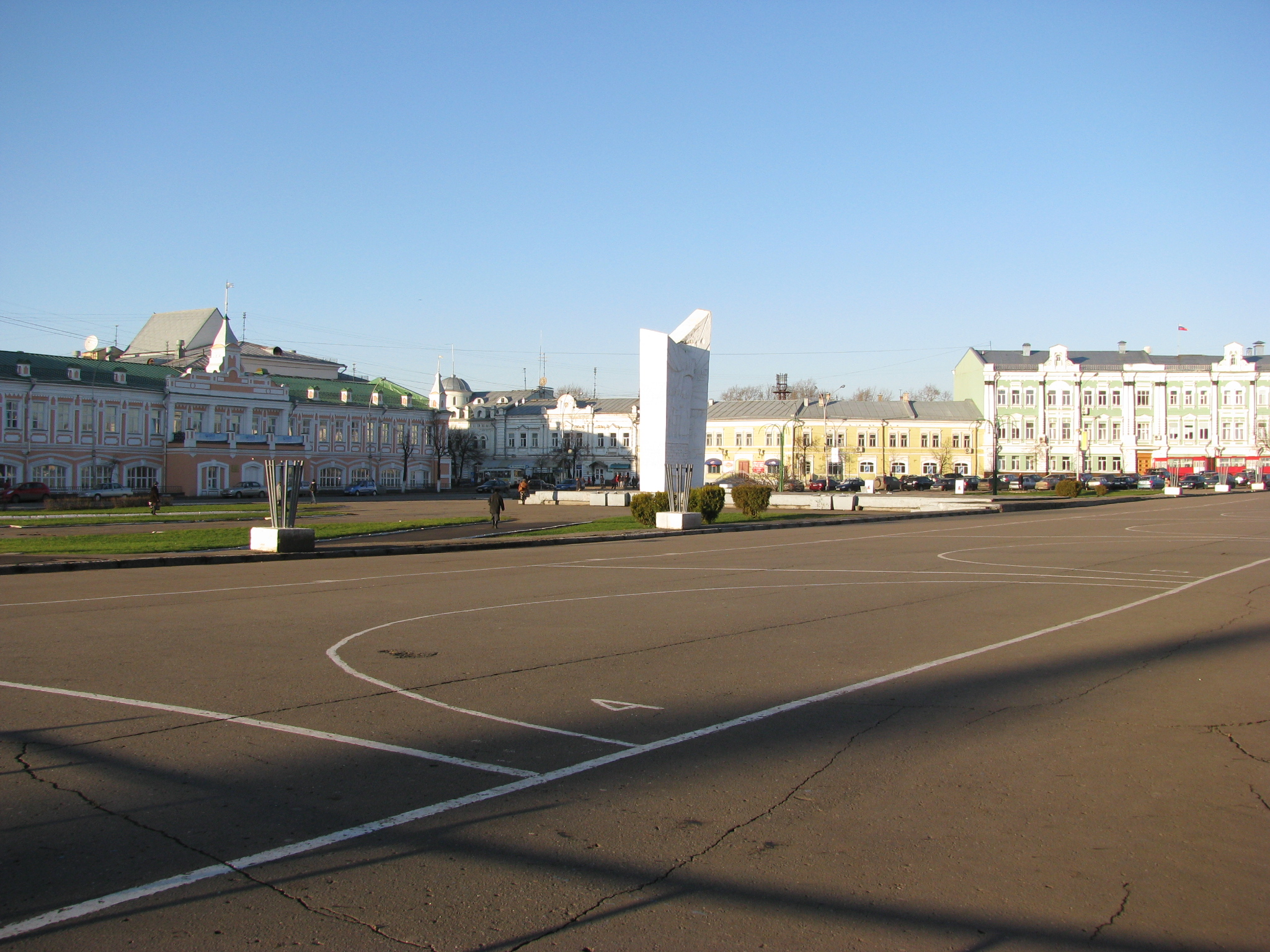
Place de la Révolution.

La place de la Révolution (Пло́щадь Револю́ции, plochtchad Revoloutsii) est une place centrale de la ville de Vologda dans le nord-ouest de la Russie. Elle se  trouve entre la place de la Renaissance, la perspective Soviétique, la rue Lermontov et la rue Pouchkine. Par cette dernière, elle a accès au parc Pouchkine. 

## Description
La partie Nord-Est de la place est occupée par le square du Komsomol au milieu duquel se trouve la flamme éternelle. Au milieu de la partie Sud-Ouest, se trouve un monument dédié aux héros de la guerre civile en forme d'obélisque de pierre blanche, que les habitants surnomment « la dent ». Il a été élevé en 1977. L'on dit que ce monument était destiné à une ville des environs de Moscou pour le 60e anniversaire de la révolution d'Octobre, mais, comme les représentants du parti communiste local l'ont trouvé laid, il s'est retrouvé ici avec l'accord du premier secrétaire du PC de l'oblast de Vologda, Anatoli Dryguyne.

## Histoire

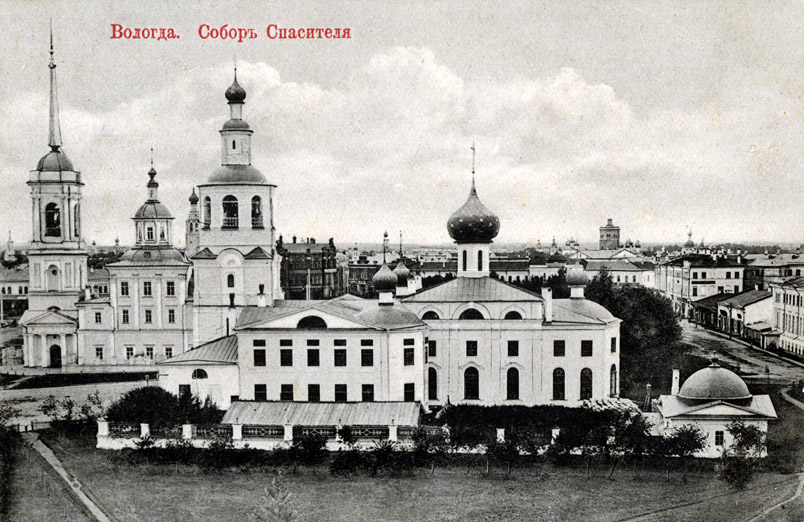
La collégiale Saint-Sauveur au premier plan pour, l'église Saint-Nicolas au fond. Carte postale ancienne vers 1900.

Il y avait autrefois trois places à l'emplacement de celle-ci. L'on édifie en bois le 18 octobre 1654 la collégiale du Saint-Sauveur-Miséricordieux, reconstruite plus tard en pierres. Elle est détruite en 1972. Une haute croix se dresse à sa place aujourd'hui. Ainsi la place devant l'église s'appelle place du Sauveur.  
Au début du XVIIe siècle, l'église Saint-Nicolas-de-la-Place-au-Foin est érigée, puis reconstruite en pierres en 1777. Elle est démolie le 2 août 1927 lors d'une campagne d'athéisme. Elle se donnait sur la place au Foin.
On construit en outre au bord d'une autre place (appelée dès lors place d'Alexandrie) dans la seconde moitié du XVIIIe siècle l'église Saint-Athanase-d'Alexandrie démolie en 1924. C'est à son emplacement que se trouve aujourd'hui le monument aux héros de la guerre civile.
Le 16 octobre 1918, la place d'Alexandrie  la place au Foin et la place du Sauveur sont réunies en une seule place, la place de la Révolution. L'espace vert est aménagé en 1954 et le mémorial avec la flamme éternelle est installé le 9 mai 1975, pour le trentième anniversaire de la victoire sur l'Allemagne hitlérienne.

## Photographies

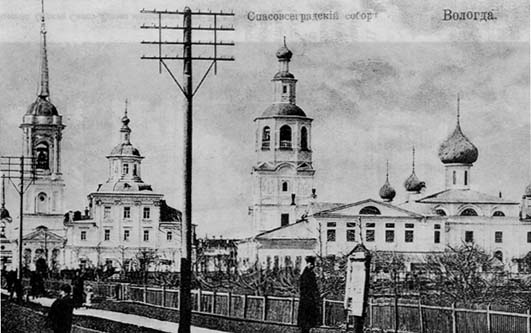
Vue de l'église Saint-Nicolas vers 1900.
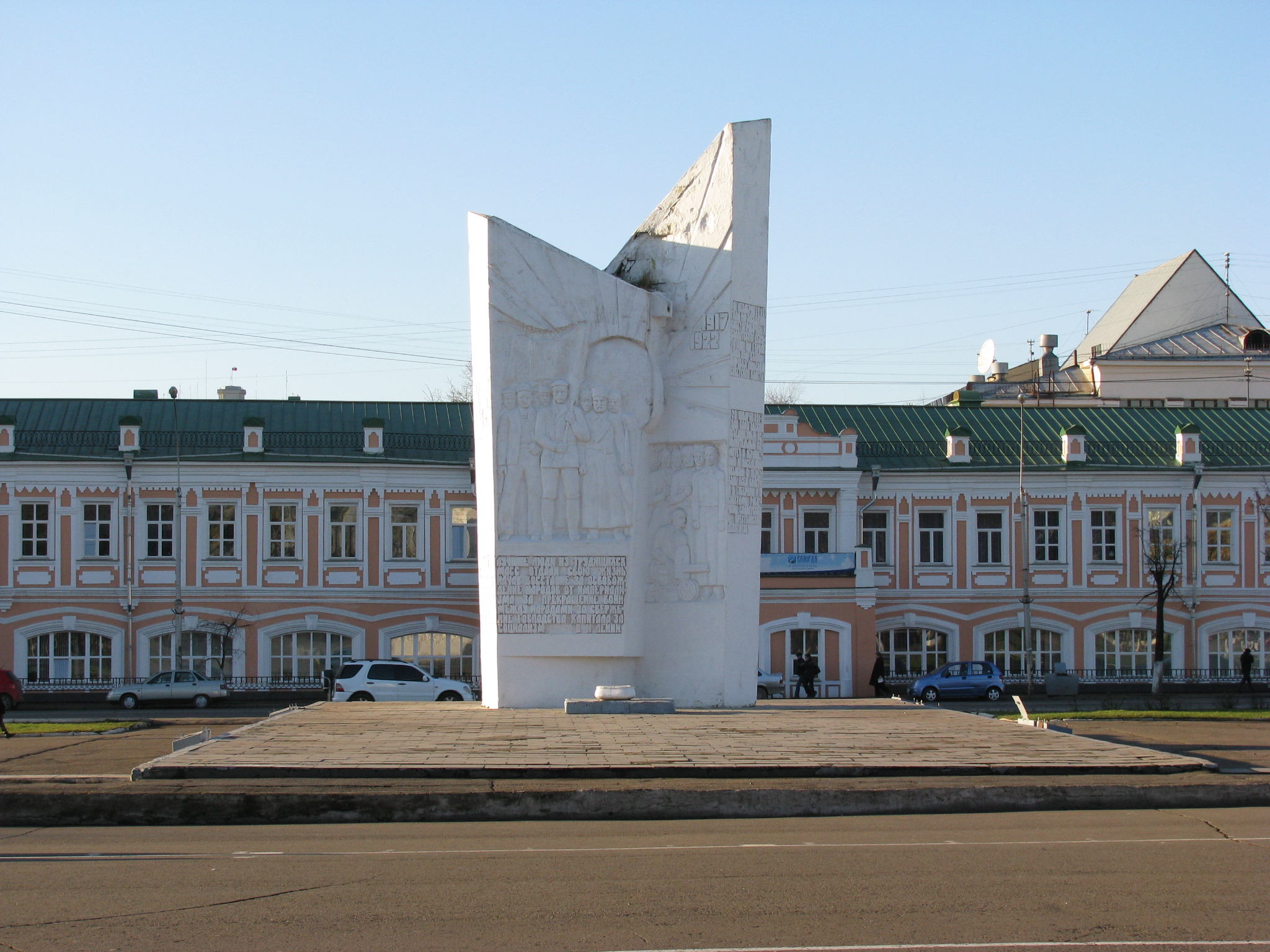
Monument aux héros de la guerre civile.
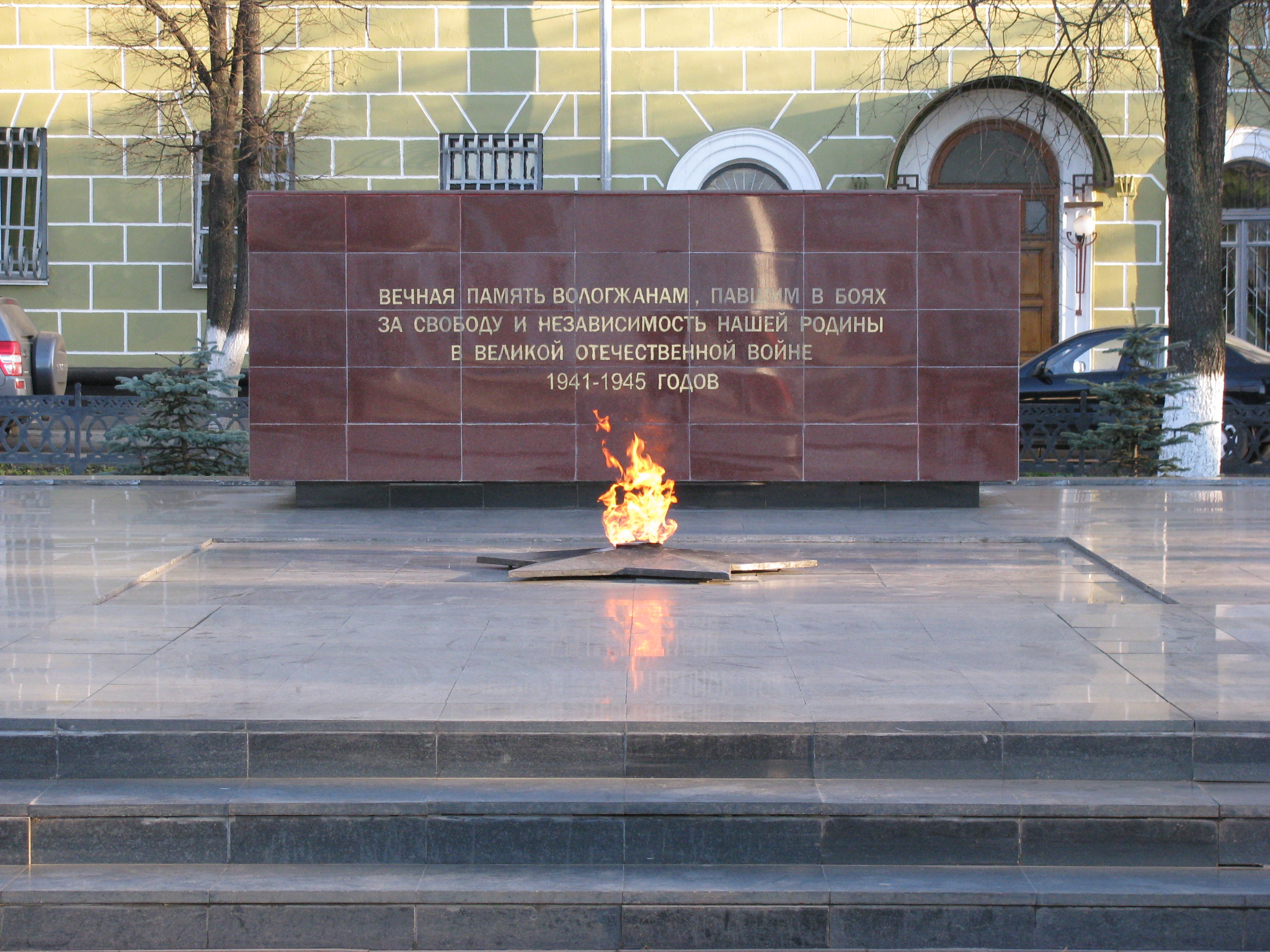
La flamme éternelle.
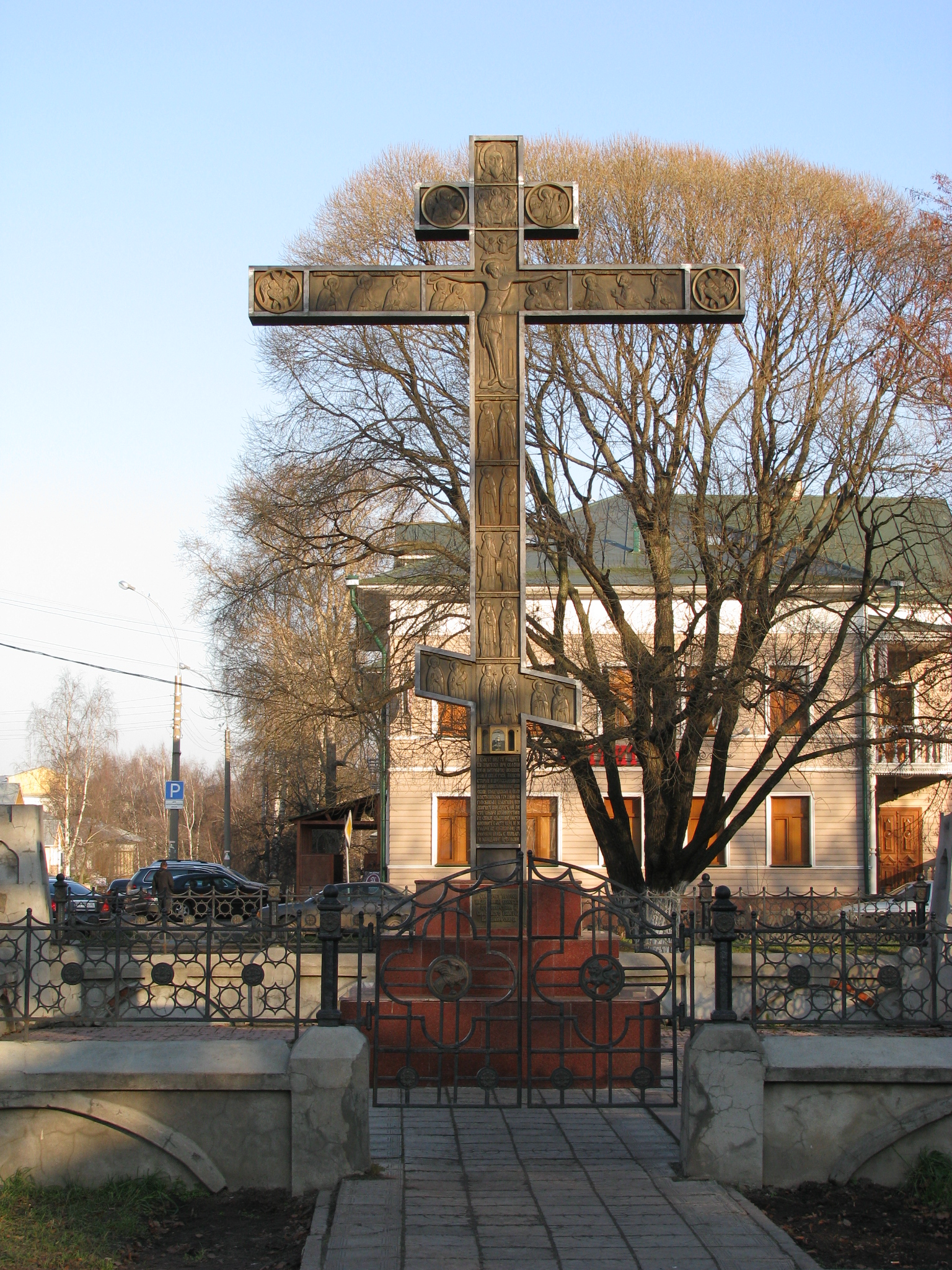
Croix érigée à l'emplacement de la collégiale du Saint-Sauveur-Miséricordieux.